# Estadi de Wad Madani
L'Estadi de Wad Madani és un estadi de futbol de la ciutat de Wad Madani, al Sudan.
Principalment és utilitzat per la pràctica del futbol essent la seu dels clubs Al Ahly Wad Medani, Al-Ittihad Wad Medani i Jazeerat Al-Feel SC. Té una capacitat per a 15.000 espectadors. Va ser una de les seus de la Copa d'Àfrica de Nacions 1970.